# Diadelia antegrisea
Diadelia antegrisea är en skalbaggsart som beskrevs av Stefan von Breuning 1957. Diadelia antegrisea ingår i släktet Diadelia och familjen långhorningar.
Artens utbredningsområde är Madagaskar. Inga underarter finns listade i Catalogue of Life.